# Cesare Ciardi
Pour les articles homonymes, voir Ciardi.
Cesare Ciardi (Florence, 28 juin 1818 – Strelna, 13 juin 1877) est un flûtiste et compositeur italien.

## Biographie
Son père, Joseph, originaire de Prato, était un peintre peu connu et un professeur d'art du Collège Cicognini de sa ville natale. César a commencé à étudier la flûte sous la direction de Luigi Carlesi, un flûtiste amateur de Prato, et à l'âge de neuf ans, en 1827, a fait ses débuts au Palais Royal à Florence, en présence de Niccolò Paganini qui peu de temps après prit le garçon en tournée à Turin. Déjà à cette époque, il jouait en duo avec Teodulo Mabellini. C'est seulement en 1838, qu'il est diplômé du Collège Impérial et Royal de San Gaetano à Florence, où il a également étudié la composition avec Geremia Sbolci.

Portrait anonyme de Cesare Ciardi jeune.

En 1840, il présente sa première composition, Variations pour flûte et piano sur un thème de Lucrèce Borgia, pièce qui est écrite pour mettre en valeur la virtuosité de Ciardi.
En 1846, il entreprend sa première tournée à l'étranger grâce aux efforts des frères Browne, élèves anglais de Ciardi. Lors des concerts à Londres, il rencontre le célèbre flûtiste Jean-Louis Tulou et joue dans les théâtres les plus importants de la ville en connaissant un succès unanime. Au cours de la visite de Londres en 1847, il rencontre Rudal et Rose, les constructeurs de la nouvelle flûte de Theobald Boehm: ils l'ont convaincu d'en acheter une, mais, comme le rapporte la Gazzetta Fiorentina : «Notre Ciardi a étudié la flûte Boehm, mais comme ses maîtres Briccialdi et Marini, il est retourné à l'ancienne». En fait Ciardi n'a plus jamais utilisé la flûte Boehm et est resté un virtuose de l'ancien système à tête cylindrique et petits trous diatoniques, mais il a largement contribué à la propagation du «système Briccialdi» en particulier en Russie.
En 1851, l'année de la mort de sa femme Cherubina, malgré un calendrier de concerts chargé, Ciardi a fait ses débuts comme compositeur d'opéra avec un mélodrame Il Sindaco e la Zia mis en scène au Théâtre Borgognissanti de Florence (il s'agit probablement de l'opéra L’Amo deluso dont le manuscrit est conservé à la Bibliothèque Communale de Prato) en obtenant un succès modeste.
Le 5 octobre 1853, Ciardi part pour l'étranger: Paris et Saint-Pétersbourg, où il est resté pendant des années en tant que flûtiste du Tsar, directeur des Théâtres Impériaux et plus tard professeur de flûte au nouveau Conservatoire de Saint-Pétersbourg créé par Anton Grigorievitch Rubinstein. Là pendant quelques années Tchaïkovski a étudié la flûte avec Ciardi et deviendra un véritable ami. De même le célèbre clarinettiste Ernesto Cavallini a souvent travaillé dans cette ville et est entré en contact avec Ciardi. Le dernier concert de Ciardi dans sa patrie est connu par le programme de 1867 annonçant à Prato un «Grand concert vocal et instrumental» où Ciardi a obtenu un triomphe. De retour en Russie, il n'a plus revu l'Italie: une crise cardiaque l'a emporté le 13 juin 1877.

## Œuvres

### Flûte solo
- Scherzo per due flauti op. 2
- Trio scolastico op. 24 (1852)
- Ricordi d’Album op. 43
- 6 Capricci “I Piaceri della Solitudine”
- 22 duettini
- Petite trio concertant s.o.
- Entr'acte for the ballet The Pharaoh's Daughter, 1862

### Flûte et piano
- Variazioni op. 1 con Pianoforte, sopra un motivo della Lucrezia Borgia, al Nobil Giovine Sig. Roberto Hume, Lorenzi, Florence 1846.
- Capriccio op. 12 Il Fantastico’ con Pianoforte, sopra melodie di Bellini, Ricordi, Milan.
- Fantasia op. 21 con Pianoforte su vari motivi della Beatrice da Tenda, Ricordi, Milan.
- Scherzo op. 22 Il Carnevale di Venezia di Paganini’ con Pianoforte, Ricordi, Milan.
- Fantaisie op. 23 avec Piano, sur des motifs de Luisa Miller, Ricordi, Milan.
- Fantasia op. 26 con Pianoforte, su diversi motivi del Rigoletto, Ricordi, Milan.
- Fantasia op. 27 Simpatie pel Rigoletto’, con Pianoforte, Ricordi, Milan.
- Duo Concertant op. 29 sur l'opera I due Foscari de Verdi, Canti, Milan.
- Fantasia op. 34, L'Eco dell'Arno, Lucca, Milan.
- Fantasia op. 38 sopra motivi del Trovatore, Ricordi, Milan 1853.
- Fantasia op. 39 con Pianoforte, su motivi del Trovatore, Ricordi, Milan 1853.
- Fantasia op. 40 sopra alcuni motivi di Verdi, Ricordi, Milan 1853.
- Divertimento op. 41 con Pianoforte, sopra motivi del Trovatore, Ricordi, Milan 1853.
- Melodia op. 43 Il Lamento dell'Abbandonato’ con Pianoforte, Ricordi, Milan, sd.
- La Capricciosa. Fantasia op. 44, con Pianoforte, Ricordi, Milan, sd.
- Le Rossignol du Nord, Fantaisie op. 45 pour Flute et Piano, Ricordi, Milan 1861.
- Di chi? Polka-Mazurka op. 45 bis con Pianoforte, Ricordi, Milan.
- Canto elegiaco op. 46, con Pianoforte Una lagrima sulla tomba di mio padre’, Ricordi, Milan.
- Fiori Rossiniani Fantasia op. 47, Al Signor Marchese Carlo Malaspina, Ricordi, Milan 1861.
- Valse en guise de Caprice op. 60 La Romantique, Ricordi, Milan, sd.
- Fantasia brillante op. 64 La Folle, Ricordi, Milan, sd.
- Fantasia originale, op. 122 Il Pifferaro’ con Pianoforte (od Arpa), Lucca, Milan, sd.
- 3 Solos avec Piano: op. 124 – 126 Ricordi, Milan, sd.
- Gran Concerto in Re op. 129 con Pianoforte, Lucca, Milan, sd.
- 3 Nocturnes, avec Piano: op. 133 – 135, Canti, Milan.
- Fantaisies op. 211 et 212 sur des motifs de l'Opera "La Vie pour le Czar" de Glinka, Fürstner, Berlin [1875].
- Un sospiro alla memoria di Bellini, Capriccio, Melodie dell'opera Norma composto e dedicato a S. E. la Principessa Caterina Wsevoloysky, Ricordi, Milan 1846.
- Verdiflautomaniaco collezione di 12 piccoli divertimenti per Flauto con accompagnamento di Pianoforte, Guidi, Florence 1852.
- 4 Romanze senza parole, con Pianoforte, Ricordi, Milan, sd.
- 6 petites Fantaisies, Romances russes, Schmidt, Leipzig - Jürgenson, Moscou, sd.
- A S. E. il Sig. Generale Nicola Letounowskoy, Canti, Milan, sd.
- Andante et variations, Gutheil, Moscou, sd.
- Au bord du Rhin, barcarolle, Schott, Mainz, sd.
- Divertimento con accompagnamento di Pianoforte, sopra motivi dell'opera Ernani, composto e dedicato al Signor Graham Browne, Ricordi, Milan, sd.
- Divertimento sopra temi dei Lombardi, Ricordi, Milan, sd.
- Fantasia brillante, con Pianoforte, sopra motivi della Linda di Chamounix, Ricordi, Milan, sd.
- Fantasia, con Pianoforte, sopra due motivi della Lucia di Lamermoor composta ed umilmente dedicata a S. A. R. Il Principe Luitpo/do di Baviera, Lorenzi, Florence s. d.
- Fantasia, con Pianoforte, sopra motivi del Roberto il Diavolo, Ricordi, Milan, sd.
- Fantasia, con Pianoforte, sopra motivi dell'opera Nabuccodonosor. All'amico Enrico Calliezie, Canti, Milan, sd.
- I Baci. Ricordo d'Album, Ricordi, Milan, sd.
- Il Sospiro del cuore. Elegia per Flauto e Piano-Forte, Lucca, Milan, sd.
- L'Africaine, 3 Fantaisies élégantes, avec Piano, Ricordi, Milan, sd.
- La Piccerella, Tarantella per flauto con accompagnamento di Pianoforte, s.ed., sd.
- La Smorfiosetta. Capriccio per Flauto e Pianoforte, Lucca, Milan, sd.
- Le Carnaval Russe. Variations, avec Piano, sur motifi favori de l'opera Rognčda de Serojf, Ricordi, Milan, sd.
- Mazurka, Ricordi, Milan, sd.
- Morceau de Salon. Theme et Variations, avec Piano, sur un motif du Faust, Ricordi, Milan, sd.
- Notturno a guisa di Capriccio, dalla Beatrice di Tenda di Bellini, Ricordi, Milan, sd.
- Prima miniatura per flauto e Piano sull'Opera I Due Foscari di Verdi, Comp. e ded. al Nobil Giovane Sig. fames Paget, Lorenzi, Florence, sd.
- Solo du Ballette: la Fille de Pharao, Gutheil, Moscou, sd.
- Souvenir de Moscou. Fantaisie brillante avec Piano, sur des themes populaires Russes, Ricordi, Milan, sd.

### Musique de chambre
- Le Rossignol op. 61 (Soprano, fl.&p.no)
- Duetto Concertante op. 121 (2fl.&p.no)
- Chant Elegiaque op. 132 (vl., vc., orgue & Harp)
- Variazioni brillanti su motivi russi (2fl.&p.no)
- Duetto nell’opera “Maria Padilla” (2fl.&p.no)
- Duetto concertante su temi del “Barbiere di Siviglia” (fl., vl.&p.no)

### Orchestre
- Il Carnevale di Venezia op. 22 per flauto e archi
- Gran Concerto Militare (fl., cl., tr. & orch.)
- Le Carnaval Russe per flauto e orchestra

### Œuvres pédagogiques
- Metodo elementare per flauto (Milan, 1850)
- 6 studi per flauto (Milan, 1850)
- 12 preludi op. 127 (Milan, 1850)
- 50 Point d’Orgue pour le Conservatoire de St. Petersbourg (Leipzig, 1856)
- 22 Études (Moscou, 1860)
- Neue Flötenschule (Moscou, 1860)